# Jesse Sapolu
Manase Jesse Sapolu (Apia, 10 marzo 1961) è un ex giocatore di football americano statunitense che ha giocato nel ruolo di offensive lineman per tutta la carriera con i San Francisco 49ers della National Football League (NFL). Fu scelto nel corso dell'undicesimo giro (289º assoluto) del Draft NFL 1983 dai 49ers. Al college ha giocato a football all’Università delle Hawaii.

## Carriera professionistica
Sapolu fu scelto dai San Francisco 49ers nell'undicesimo giro del draft 1983 con cui firmò il 10 luglio 1983. Sapolu è uno dei sei giocatori dei 49ers ad aver vinto quattro Super Bowl (1984, 1988, 1989, and 1994) e l'unico ad aver vinto l'anello con la squadra del '94 piuttosto che con quella del loro primo titolo nel 1981. Passò tutta la carriera coi Niners, ritirandosi dopo la stagione 1997. Nel 1993 e nel 1994 fu convocato per il Pro Bowl.

## Vittorie e premi
- Super Bowl : 4 Vittorie del Super Bowl (XIX, XXIII, XXIV, XXIX)
- (2) Pro Bowl (1993, 1994)
- (2) All-Pro (1994, 1995)

## Statistiche
| Partite totali      | 182 |
| Partite da titolare | 154 |
| Fumble recuperati   | 1   |